# Cyphomyrmex cornutus
Cyphomyrmex cornutus is een mierensoort uit de onderfamilie van de Myrmicinae. De wetenschappelijke naam van de soort is voor het eerst geldig gepubliceerd in 1968 door Kempf.